# Poimandres
Poimandres (stgr. Ποιμάνδρης - "pasterz ludzi", znany też jako "Poemandres", "Poemander", "Pimander") – w mitologii hellenistycznej imię istoty mitycznej. 
Tytuł zbioru pism. Członkowie sekty Poimandresa (ok. II w. n.e.), powstałej mniej więcej równolegle z chrześcijaństwem na ziemiach egipskich, przypisywali mu autorstwo zbioru pism pt. Poimandres włączonego w skład gnostyckiego Corpus Hermeticum atrybuowanego Hermesowi Trismegistosowi.